# Ondes
Ondes (okzitanisch: Ondas) ist eine französische Gemeinde mit 815 Einwohnern (Stand: 1. Januar 2022) im Département Haute-Garonne in der Region Okzitanien. Sie gehört zum Arrondissement Toulouse und zum Kanton Léguevin. Die Einwohner werden Ondains und Ondaines genannt.

## Geographie
Die Gemeinde Ondes liegt an der Grenze zum Département Tarn-et-Garonne, etwa 25 Kilometer nordnordwestlich von Toulouse an der Garonne, in die hier der Hers-Mort mündet. Umgeben wird Ondes von den Nachbargemeinden Grisolles im Norden, Castelnau-d’Estrétefonds im Osten sowie Grenade im Süden und Westen.

## Bevölkerungsentwicklung
| Jahr                       | 1962 | 1968 | 1975 | 1982 | 1990 | 1999 | 2006 | 2013 | 2020 |
| Einwohner                  | 338  | 411  | 386  | 402  | 478  | 681  | 728  | 697  | 775  |
| Quellen: Cassini und INSEE |      |      |      |      |      |      |      |      |      |

## Sehenswürdigkeiten
- Kirche Saint-Jean-Baptiste, Mitte des 19. Jahrhunderts erbaut, seit 1984 als Monument historique eingeschrieben

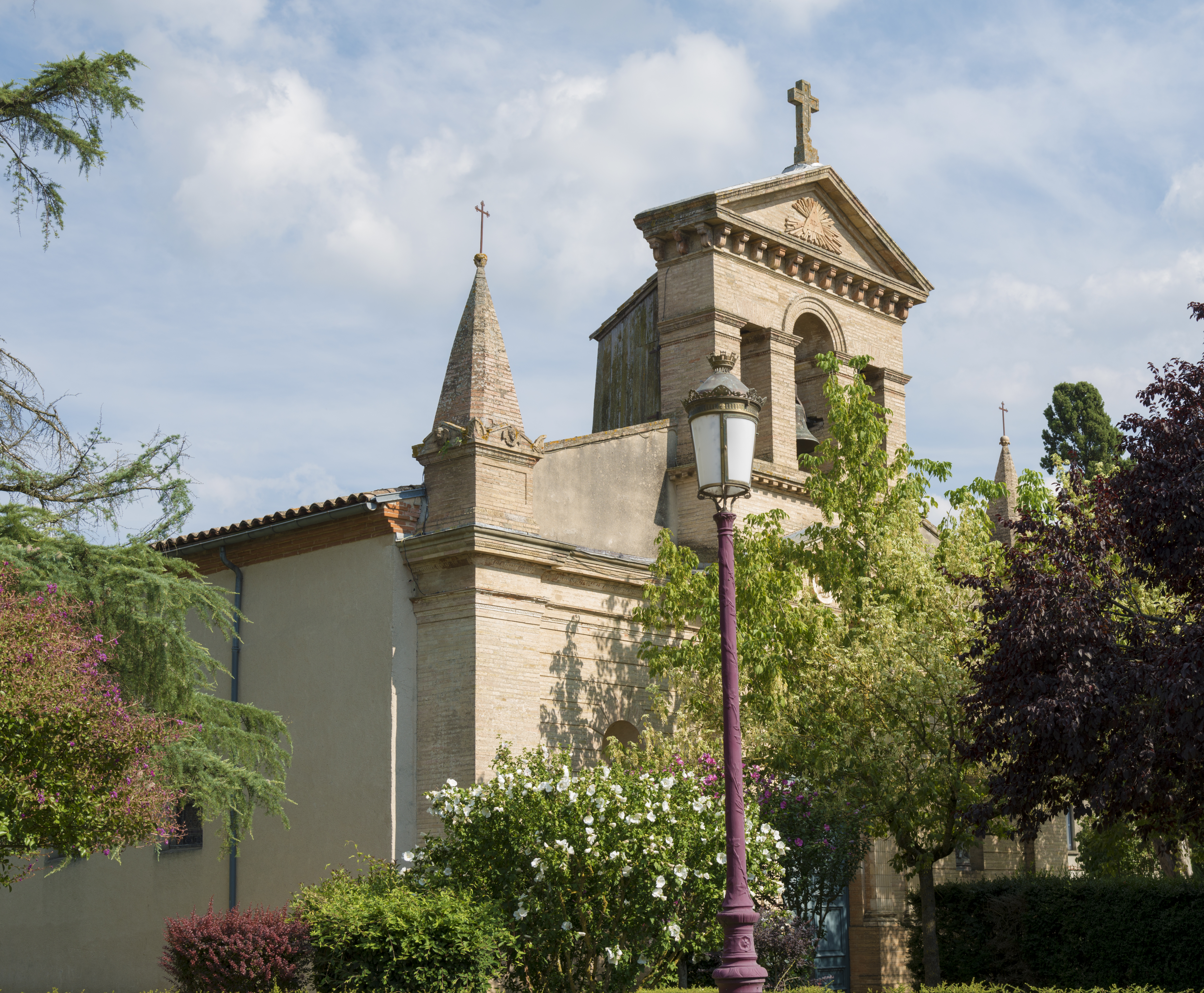
Kirche Saint-Jean-Baptiste